# 石坂友宏
石坂 友宏（いしざか ともひろ、1999年9月21日 - ）は、神奈川県出身の日本のプロゴルファー。都築電気所属。

## 経歴
神奈川県横須賀市出身。小さいころは野球をしていたが、10歳でゴルフを始める。地元のスクールで学ぶなどして、ほどなく全国大会に出場するほどの腕前になり岩戸中学校時代に『関東ジュニア』など数々の大会で優勝する。高校、大学は通信制の日本ウェルネススポーツに在籍。大学時代は2018年『関東アマ』優勝、2019年『国体成年男子』で団体、個人の2冠、さらに『日本オープン』でローアマ獲得と存在感を見せつけた。
2019年QTに挑みファイナルまで進んでプロ宣言。2020年の『ダンロップフェニックス』で金谷拓実と新人プロで現役大学生同士というプレーオフを戦い、惜しくも敗れたが、以降も度々優勝争いに加わり最終日最終組で回ること計4回で、初優勝には届かなかったが賞金ランク17位でシードを獲得した。2022年の『ジャパンプレーヤーズ選手権』ではアルバトロスを達成している。